# Karlo Dijete
Karlo III. (fra. Charles III; Karlo Dijete, fra. Charles l'Enfant, lat. Carolus puer; Frankfurt na Majni, 847./848. – Buzançais, 29. rujna 866.) bio je franački plemić koji je postao kralj Akvitanije te je bio kralj od 855. do svoje smrti 866. god.
Bio je sin kralja Franaka Karla II. Ćelavog i njegove prve kraljice, gospe Ermentrude te tako brat Luja Mucavca i polubrat gospe Rotilde. Slavni mu je predak bio car Karlo Veliki, koji je bio i kralj Akvitanije kao Karlo I.
Karlo Ćelavi je postavio svog sina Karla za vladara Akvitanije 855. god. Akvitanci su se prije bili bunili protiv Karla Ćelavog, zahtijevajući da nad njima vlada sin Ludviga Njemačkog, koji im je poslao svog sina, Ludviga Mlađeg (Ludvig III.), ali je Karlo Dijete ipak zavladao, premda nije imao pravu kontrolu nad svojim kraljevstvom.
862. Karlo Dijete je oženio nepoznatu ženu, što je bilo protivno volji njegova oca, koji mu je naredio da se rastavi od nje. Godinu poslije, Karla je udario mačem u glavu neki njegov vitez te se Karlo psihički razbolio, a umro je bez djece te je pokopan u Bourgesu.